# Arkys furcatus
Arkys furcatus är en spindelart som först beskrevs av Balogh 1978.  Arkys furcatus ingår i släktet Arkys och familjen hjulspindlar.
Artens utbredningsområde är Queensland. Inga underarter finns listade i Catalogue of Life.